# Robert van Mackelenberg
Robert van Mackelenberg (* 4. Januar 1947 in Deventer, Overijssel, Niederlande) ist ein niederländischer Schauspieler.
Er spielte in Filmen mit wie zum Beispiel: The Goal Tree, Ship to Shore und The Bank – Skrupellos und machtbesessen. Jüngerem Publikum ist Robert van Mackelenberg als Professor Carl Tesslar aus der Serie Total Genial bekannt.

## Filmografie
- 1975: The Olive Tree
- 1983: Love in Limbo
- 1993: Ship to Shore
- 1994: The Gaol Tree
- 2000/2001: The Bank – Skrupellos und machtbesessen
- 2003–2004: Total Genial (Original: Wicked Science)
- 2010: Kawa

## Weblink
- Robert van Mackelenberg bei IMDb

| Personendaten    | Personendaten                     |
| ---------------- | --------------------------------- |
| NAME             | Mackelenberg, Robert van          |
| KURZBESCHREIBUNG | niederländischer Schauspieler     |
| GEBURTSDATUM     | 4. Januar 1947                    |
| GEBURTSORT       | Deventer, Overijssel, Niederlande |